# Von Baeyer (cráter)
El cráter de impacto von Baeyer está ubicado en la cara visible de la Luna, situado cerca del Polo Sur del satélite. Se encuentra directamente adyacente a Svedberg y al noreste y al sur de los prominentes cráteres Scott y Demonax, respectivamente.
|  |

El cráter posee forma circular, con un borde de perfil claramente definido. El fondo del cuenco del cráter se halla en la sombra permanentemente debido a su proximidad al Polo Sur lunar.
Debe su nombre al químico alemán Adolf von Baeyer (1835-1917), conmemorado por la UAI en 2009.

## Referencias

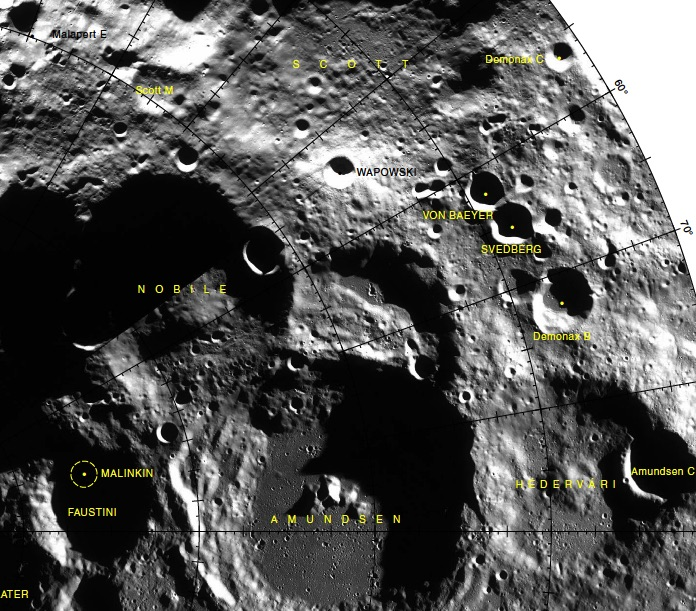
Plano lunar LAC-144